# Mezzoldo
Mezzoldo är en ort och kommun i provinsen Bergamo i regionen Lombardiet i Italien. Kommunen hade 161 invånare (2018).